# Смертельна зброя
Смертельна зброя (англ. Lethal Weapon) — американський бойовик 1987 року режисера Річарда Доннера.

## Сюжет
Молода дівчина покінчує життя самогубством, викинувшись серед ночі з лоджії готелю. Рано вранці детектив Мартін Ріггс перехоплює повідомлення про снайпера, прибуває на місце, де вже було поранено дитину, і вбиває снайпера, після чого здійснює затримання наркоторговців, в ході якого гинуть майже всі продавці. На місце смерті дівчини прибуває поліцейський детектив Роджер Мерта. Дізнавшись ім'я загиблої (Аманда Хансекер) та імена її батьків, він розуміє, що це дочка його товариша по службі, який телефонував кілька днів тому. Сидячи у себе вдома, Ріггс намагається застрелитися, але в останній момент зупиняється.
У Мерта сьогодні день народження, і він дізнається, що йому призначають нового напарника, того самого Ріггса, з яким ніхто не хоче працювати, тому що той має суїцидальні схильності через нещодавню смерть дружини. Психолог пропонує відсторонити Ріггса від служби, але начальник убивчого відділу Мерфі нічого не хоче слухати. Згодом після цього Ріггс і Мерта приймають виклик по рації про те, що чоловік збирається покінчити життя самогубством. Ріггс зістрибує з нещасним з даху, Мерта в люті пропонує Ріггсу застрелитися і ледь встигає заклинити спусковий механізм.
Пізніше Мерта і Ріггс приїжджають в Беверлі-Гіллз перевірити адресу людини, яка сплачувала за квартиру, з якої вистрибнула Аманда Хансекер. Там вони бачать двох дівчат, які фасують наркотики, і людину, яка намагається їх застрелити, але гине сам. Раптово у Ріггса з'являється версія про причетність свідка до смерті Аманди. Нею виявляється дехто Діксі — повія, яка бачила стрибок Аманди з вікна. Наступного дня Ріггс і Мерта їдуть до Діксі додому, однак коли вони наблизилися до будинку, він вибухнув. Хлопчаки, які гуляють поруч з будинком Діксі, розповідають про людину з газової компанії, з татуюванням у вигляді змії й кинджала, точно такого ж, що є на плечі у Ріггса.
Аналізи крові Аманди говорять про те, що її отруїли. Це приводить детективів до її батька Майкла Хансекера, який просив Мерта віддати йому борг за врятоване життя у В'єтнамі й покарати вбивць дочки. Вся річ у тім, що за часів В'єтнамської війни він входив до групи ЦРУ, яка знищила наркоторговців, а після війни прибрала їх бізнес до рук і почала здійснювати поставки в США. Хансекер відмивав для них гроші. Під час розмови Мерта і Хансекера містер Джошуа розстрілює Майкла, не давши йому усе розповісти.
Генерал Пітер МакКалістер наказує вбити Ріггса. В нього стріляють з проїжджаючої машини, але Мартіна рятує бронежилет. Детективи вирішують це використати й оголошують Ріггса мертвим. Тим часом викрадають дочку Мерта, убивши при цьому її хлопця, і призначають Мерта зустріч в пустелі. На неї приїжджає і Ріггс, озброєний гвинтівкою з оптичним прицілом. Перестрілка закінчується затриманням детективів; генерал МакКалістер перехоплює Ріггса, а Джошуа ранить Мерта.
В полоні Ріггса починають катувати у приміщеннях клубу. Він звільняється, убивши китайця Ендо, а потім рятує Мерта і Ріанну. Пускаючись у гонитву за містером Джошуа, він упускає того на швидкісному шосе. Тим часом Мерта вбиває генерала і розуміє, що Джошуа знає, де він живе. Джошуа приїжджає додому до Мерта, вбиває двох патрульних і входить у будинок. Але сім'ї Мерта там вже немає — його чекають Ріггс і Роджер. У дворі будинку Мартін пропонує Джошуа бій сам на сам. Погодившись, вони затіяли бійку, в ході якої Ріггс насилу перемагає, і поліцейські хапають Джошуа. Однак він не збирається здаватися — вихопивши пістолет в одного з поліцейських, він намагається вбити Ріггса, але Мартін та його напарник встигають застрелити злочинця.
Ріггс приходить до Мерта і передає його дочці набій, яким збирався застрелитися. Мерта наздоганяє Ріггса і запрошує його в будинок на різдвяну вечерю.

## У ролях
| Актор              | Роль             |
| ------------------ | ---------------- |
| Мел Гібсон         | Мартін Ріггс     |
| Денні Гловер       | Роджер Мерта     |
| Гері Б'юзі         | Джошуа           |
| Мітч Райан         | Генерал          |
| Том Аткінс         | Майкл Гансекер   |
| Дарлен Лав         | Тріш Мерта       |
| Трейсі Вульф       | Ріанна Мерта     |
| Джекі Свансон      | Аманда Гансекер  |
| Деймон Хайнс       | Нік Мерта        |
| Ебоні Сміт         | Керрі Мерта      |
| Білл Калменсон     | поліціянт        |
| Лусія Нафф         | Діксі            |
| Патрік Камерон     | поліціянт 1      |
| Дон Гордон         | поліціянт 2      |
| Джиммі Ф. Скеггз   | наркодилер 1     |
| Джейсон Ронард     | наркодилер 2     |
| Блеккі Деммет      | наркодилер 3     |
| Гейл Боуман        | поліціянт        |
| Роберт Фол         | поліціянт        |
| Сельма Арчерд      | поліціянт        |
| Річард Б. Вайтакер | поліціянт        |
| Мері Еллен Трейнор | психолог         |
| Стів Кехен         | Капітан Ед Мерфі |
| Джек Тібо          | МакКаскі         |
| Гранд Л. Буш       | Боєте            |
| Ед О'Росс          | Мендез           |
| Густав Вінтас      | Густав           |
| Пол Туерпе         | найманець        |
| Чад Хеєс           | найманець        |
| Кріс Д. Джардінс   | найманець        |

| Актор                  | Роль                       |
| ---------------------- | -------------------------- |
| Свен-Оле Торсен        | найманець                  |
| Пітер ДюПон            | найманець                  |
| Жиль Колер             | найманець                  |
| Седрік Адамс           | найманець                  |
| Джим Дж. Послоф        | найманець                  |
| Аль Леонг              | Ендо                       |
| Майкл Шейнер           | Маклірі                    |
| Наталі Зіммерман       | патрульний                 |
| Дебора Дісмукс         | білявка на велосипеді      |
| Шеріл Бейкер           | дівчина в душі 1           |
| Террі Лінн Досс        | дівчина в душі 2           |
| Шерон К. Брек          | дівчина в душі 3           |
| Дональд Гуден          | Альфред                    |
| Альфонсе Філіпп Моузон | друг Альфреда 1            |
| Шон Хантер             | друг Альфреда 2            |
| Ленні Джуліано         | патрульний                 |
| Генрі Браун            | поліціянт у цивільному     |
| Брайан Стром           | друг сім'ї                 |
| Тереза Кадотані        | повія                      |
| Френк Рейнхард         | поліціянт                  |
| Джон О'Нілл            | поліціянт в автомобілі 1   |
| Том Нога               | поліціянт в автомобілі 2   |
| Бербенк                | Бербенк (кіт)              |
| Сем                    | Сем (пес)                  |
| Ларрі Кларді           | поліціянт                  |
| Рене Естевез           | неповнолітня повія         |
| Мік Роджерс            | водій автобуса             |
| Джоан Северанс         | дівчинка в чорному костюмі |
| Норман Д. Вілсон       | бармен                     |

## Українське закадрове озвучення

### Двоголосе закадрове озвучення (Студія«1+1», 1997)
Ролі озвучували: Олександр Завальський та Наталя Ярошенко

### Багатоголосе закадрове озвучення (Телекомпанія«Інтер», 2003)
Ролі озвучували: Владислав Пупков, Олег Лепенець та Людмила Ардельян

## Цікаві факти
- Леонарду Німому пропонували поставити фільм, але він відмовився, віддавши перевагу попрацювати над «Трьома чоловіками і немовлям» (1987).
- За словами Гері Б'юзі, він отримав роль Джошуа, тому що продюсери шукали актора, здатного достовірно зобразити реальну загрозу для персонажа Мела Гібсона. Б'юзі визнає «Смертельну зброю» фільмом, що надав друге дихання його кар'єрі.
- У сцені, де героїня Джекі Суонсон падає з багатоповерхового будинку, Джекі відмовилася від послуг дублерів і сама виконала трюк.
- Франко Дзеффіреллі вирішив запропонувати Мелу Гібсону роль Гамлета, після того, як побачив сцену, де Ріггс намагається вчинити самогубство.
- Фільм присвячений пам'яті Дара Робінсона, найвідомішого каскадера, загиблого в автомобільній аварії під час постпродакшну картини.
- Для фільму були зняті альтернативні початок і кінцівка, які можна подивитися на DVD «Смертельна зброя 4». Спочатку фільм повинен був починатися зі сцени, в якій Мартін Ріггс п'є наодинці в якомусь барі, де до нього пристають кілька відморозків, що вимагають у нього гроші. Ріггс говорить, що всі свої гроші він зберігає в банку, а також говорить хлопцям відстати від нього. Звичайно, вони його не слухаються, і Ріггс жорстоко б'є їх. Бармен дає Ріггсу безкоштовну пляшку спиртного і каже, щоб він більше тут не з'являвся. Вже по ходу зйомок Річард Доннер вирішив представити Ріггса в більш доброзичливій манері і зняв сцену, де Мартін прокидається у своєму трейлері. Альтернативна кінцівка являла собою сцену, де Мерта говорить Ріггсу, що подумує про пенсію, але Мартін відмовляє його від прийняття даного рішення.
- В одній зі сцен фільму на задньому плані можна помітити кінотеатр, де йдуть «Пропащі хлопці» (1987), продюсером яких був Річард Доннер.
- Кількість убитих: 26.
- У фільмі Роджеру Мерта близько 50. На момент зйомок Денні Гловеру було 40.
- Згідно зі статтею в червневому номері 2007 року «Vanity Fair», кандидатура Брюса Вілліса розглядалася на роль Ріггса.
- Режисерський варіант фільму має хронометраж 117 хвилин.
- В сцені де детектив Роджер Мерта (Денні Ґловер) зустрічається зі своїм старим товаришем по службі у збройних силах під час війни у В’єтнамі, Майклом Гансекером (Том Аткінс), зблизька можна побачити світлину де товариші сфотографовані у військових одностроях. На однострої Роджера Мерти можна чітко побачити нарукавний знак 173-ї повітряно-десантної бригади. 173-тя повітряно-десантна бригада дійсно брала участь у війні у В’єтнамі.

## Саундтрек
| Список треків | Список треків                          | Список треків |
| #             | Назва                                  | Тривалість    |
| ------------- | -------------------------------------- | ------------- |
| 1.            | «Meet Martin Riggs»                    | 5:23          |
| 2.            | «Amanda»                               | 3:08          |
| 3.            | «Suicide Attempt»                      | 2:24          |
| 4.            | «The Jumper/Rog & Riggs Confrontation» | 6:20          |
| 5.            | «Roger»                                | 4:02          |
| 6.            | «Coke Deal»                            | 4:19          |
| 7.            | «Mr. Joshua»                           | 4:07          |
| 8.            | «They Got My Daughter»                 | 1:05          |
| 9.            | «The Desert»                           | 7:45          |
| 10.           | «We're Getting Too Old For This»       | 2:45          |
| 11.           | «Hollywood Blvd Chase»                 | 4:14          |
| 12.           | «The General's Car»                    | 1:44          |
| 13.           | «SOB Knows Where I Live»               | 1:18          |
| 14.           | «Yard Fight/Graveside»                 | 6:09          |
| 15.           | «The Weapon»                           | 4:28          |
| 16.           | «Nightclub»                            | 3:41          |
| 17.           | «Lethal Weapon»                        | 2:42          |
| 65:35         |                                        |               |